# آرمسترانگ سیدلی ویپر
آرمسترانگ سیدلی ویپر (به انگلیسی: Armstrong Siddeley Viper) یک موتور هواگرد ساختِ کارخانهٔ آرمسترانگ سیدلی در کشور بریتانیا است.